# Warren McCall
Pour les articles homonymes, voir McCall.
Warren McCall  (né le 28 octobre 1972) est un homme politique provincial canadien de la Saskatchewan. Il représente les circonscriptions de Regina Elphinstone et Regina Elphinstone-Centre à titre de député du Nouveau Parti démocratique à partir d'une élection partielle en février 2001 jusqu'en 2020.

## Biographie
Né à Regina, McCall obtient un baccalauréat en arts en histoire canadienne de l'Université de Regina. De 1997 à 2001, il travaille pour l'équipe de Lorne Nystrom du Nouveau Parti démocratique au niveau fédéral.
Élu lors d'une élection partielle février 2001, il intègre le gouvernement de Lorne Calvert à titre de ministre de l'Éducation post-secondaire et de l'Emploi ainsi que ministre du Service correctionnel et de la Sécurité publique